# (6897) Tabei
(6897) Tabei ist ein Asteroid des inneren Hauptgürtels, der am 15. November 1987 von dem tschechischen Astronomen Antonín Mrkos am Kleť-Observatorium (IAU-Code 046) bei Český Krumlov entdeckt wurde.
Der Asteroid gehört zur Nysa-Gruppe, einer nach (44) Nysa benannten Gruppe von Asteroiden (auch Hertha-Familie genannt, nach (135) Hertha). Die zeitlosen (nichtoskulierenden) Bahnelemente von (6897) Tabei sind fast identisch mit denjenigen der beiden kleineren, wenn man von der Absoluten Helligkeit von 16,6 und 17,2 gegenüber 14,0 ausgeht, Asteroiden (173253) 1999 RQ93 und (327186) 2005 LC42.
Der mittlere Durchmesser des Asteroiden beträgt circa 4,5 km. Die Lichtkurve von (6897) Tabei wurde am 28. und 29. Januar 2003 von William H. Ryan am Vatican Advanced Technology Telescope in Arizona untersucht. Dabei konnte die Rotationsperiode mit 5,862 (±0,001) h bestimmt werden.
(6897) Tabei ist nach der japanischen Bergsteigerin Junko Tabei benannt, die am 16. Mai 1975 als erste Frau den Gipfel des Mount Everest erreichte. Die Benennung erfolgte auf Vorschlag des tschechischen Astronomen Miloš Tichý durch die Internationale Astronomische Union (IAU) am 23. Mai 2000. Ebenfalls nach Junko Tabei wurde am 19. November 2019 eine Bergkette auf der Südhalbkugel des Zwergplaneten Pluto benannt: Tabei Montes.